# R800

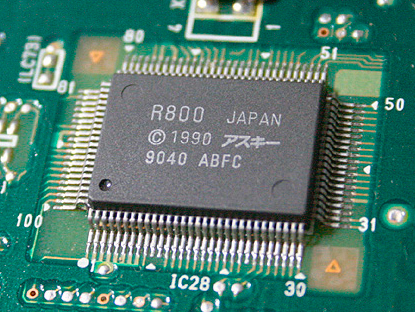
R800 CPU

R800は、1990年に株式会社アスキーが開発し、アスキー三井物産セミコンダクタ株式会社（当時）が製造した、Z80バイナリ互換の命令セットを持つ16ビットプロセッサ。MSXturboRのCPUに採用された。外部データバスは8ビットであり、DRAMインタフェース、割込み制御、DMAコントローラなどを備える。

## 概要
アスキーはMSXturboRを開発するにあたって、搭載するCPUの候補として、Z80互換・非互換を含めて様々な既存の物を検討していた。当時、社内にいた岸岡和也が独力でASICを使用したZ80高速版の研究をしており、これを元にしてMSX向けにカスタマイズし、採用することとなった。
Rは「RISC」の頭文字である。RISCかCISCか、という議論では、内部構造はRISCであるが、Z80バイナリ互換のために完全なロード・ストア型の命令セットではない。しかしZ80の命令は典型的CISC（たとえばVAX）に比べれば十分シンプルである。よって、「Z80互換の命令セットを持ちRISCの内部構造で実装されたプロセッサ」とでもするのが妥当なところと思われる。

## 特徴
- Z80命令コード上位コンパチブル
  - M1サイクルを廃止するなど、メモリアクセスサイクルを高速化。
  - アドレスの上位バイトが変化しないとき（下位8ビットのみ変化するとき）にアクセスを高速化するページアドレスモードを導入。
  - IX,IYレジスタを8ビットで使用するなどの隠し命令を正式サポート。
- 16ビットALU（演算論理装置）を備え、演算能力を向上。
  - 乗算機能（32ビット、16ビット）を追加。
  - 16bit演算が8bit演算と同等の速度に。
- 24ビット幅 16MBのアドレス空間をサポート（MMU）。
  - DRAMインターフェースを内蔵し、直接DRAMを接続してリフレッシュやノーウェイトのアクセス制御が可能。
  - 外部からDRAMアクセスするためのアービトレーション(調停)機能内蔵。
- クロックジェネレータ内蔵
  - MSXturboRでは28.63636MHzで動作し、4分周した7.159090MHzがシステムクロックとして出力される。
    - 従来のMSX(Z80A 3.579545MHz、M1サイクル1ウェイト)比で、単純なM1サイクル命令で10倍速、など。
- 従来のZ80互換割込みモードのほか、従来の割込みとは排他的使用で新たに7種類の割込みモードを備える。
  - Z80互換割込み信号：NMI#、INT#
  - 新割込み信号 ：NINT1#～7#

- DMAコントローラ内蔵
  - チャンネルは2つ(DMA0、DMA1)内蔵。
  - メモリ to メモリ、I/O to メモリ、メモリ to I/O、I/O to I/Oの転送が可能。
  - 転送アドレスは24ビットリニア指定可能。
  - DMAアドレス自動インクリメント機能内蔵。
- パッケージは100ピン0.65mmピッチQFP（フラットパッケージ）を採用。

## その他
DMA・MMUは互換性確保のためMSXturboRでは使用されておらず、アドレス空間の拡張はメモリマッパ機能（バンク切り替え）により実現されている。また、MSXturboRではMSX2+までとの互換性維持のためにZ80相当品も搭載し（相当する機能が搭載しているMSX-ENGINEに含まれていた）、R800と排他切替して使用している。
MSXturboR「FS-A1ST」はR800を搭載して発売したものの、一方で搭載予定だった新VDPの開発が間に合わず、既存の低速なV9958のままで製品化されたため、高速化されたCPUが十分に生かされたとは言いがたかった。